# Whyalla-lijn
De Whyalla-lijn is een Australische spoorlijn van Port Augusta naar Whyalla. Anno 2024 is de lijn alleen nog voor goederenvervoer in gebruik. In Port Augusta sluit de lijn aan op het hoofdrailnet.

## Geschiedenis
De Whyalla-lijn werd in 1972 aangelegd om Whyalla Steelworks van BHP van een spooraansluiting te voorzien. De lijn werd aangelegd door Commonwealth Railways als normaalsporige lijn en op 6 oktober 1972 geopend door toenmalig premier William McMahon.
Vanwege de gestegen vraag naar rails en staal, werd in 2007 een keerlus aangelegd, zodat er een snellere doorstroming bij de fabriek ontstond.

## Passagiersvervoer
De lijn was voornamelijk bedoeld voor goederenvervoer, maar vanaf de opening reed er dagelijks een passagierstrein van Adelaide naar Whyalla. De diensten werden uitgevoerd met railcars van de CB-klasse. Al na drie jaar, in 1975, werd de dienst gestaakt.
Op 21 april 1986 werd opnieuw een passagiersdienst ingelegd onder de naam Iron Triangle Limited. De dienst werd wederom uitgevoerd met CB-klasse-railcars en sporadisch met Bluebirds. Ook ditmaal bleek het passagiersvervoer geen succes, want op 31 december 1990 werd de dienst alweer gestaakt door Australian National (die inmiddels al het vervoer had overgenomen), tezamen met de rest van het passagiersvervoer in Zuid-Australië.

## Galerij

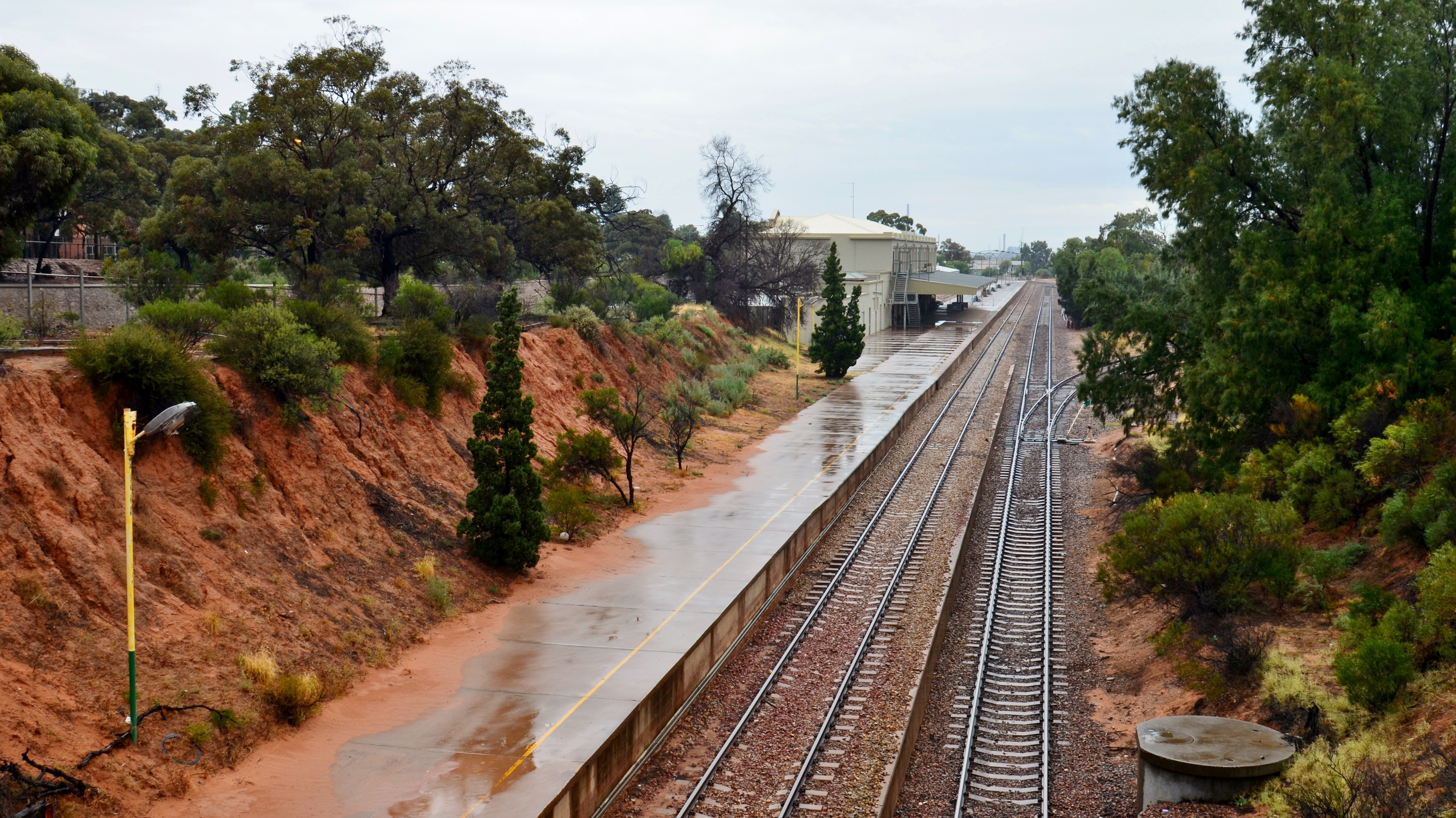
Station Port Augusta (2017)
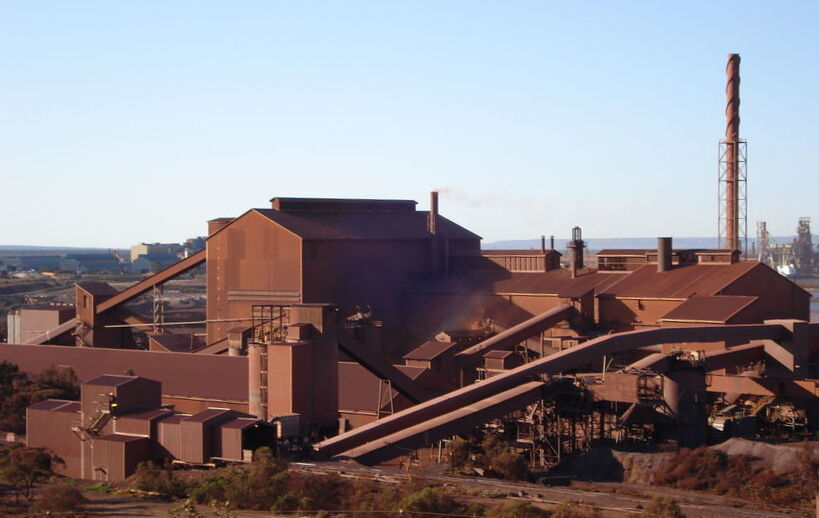
Whyalla Steelworks (2009)
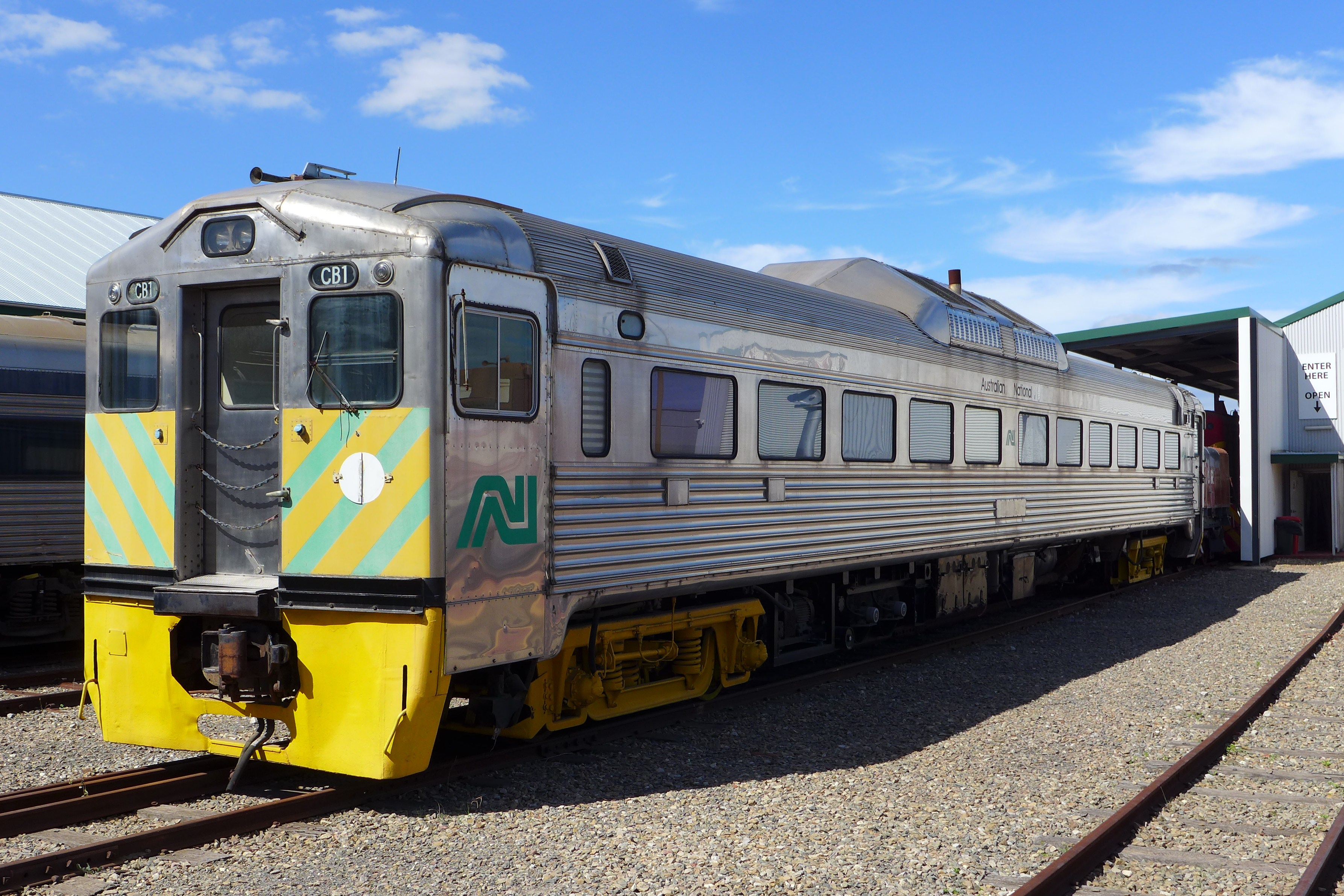
Railcar van de CB-klasse, thans museummaterieel (2014)